# Kia Cerato
Kia Cerato (hay còn gọi là Kia Forte tại Hoa Kỳ, K3 ở Hàn Quốc hay Forte K3 và SHUMA ở Trung Quốc) là một phiên bản xe ô tô con được sản xuất bởi Kia của Hàn Quốc kể từ năm 2003. Năm 2008, tên gọi Cerato được thay thế bởi Forte ở thị trường Bắc Mỹ và K3 ở thị trường Hàn Quốc. Tuy nhiên, tên "Cerato" vẫn được sử dụng ở các thị trường như Australasia và Mỹ Latinh. Phiên bản này có các biến thể hatchback năm cửa, coupe hai cửa và sedan bốn cửa. Chiếc xe này không được bán ở Châu Âu, nơi cung cấp Kia Ceed có kích thước tương tự (ngoại trừ Nga và Ukraine, các thị trường bán cả hai dòng xe).
Tại một số thị trường, chẳng hạn như Bắc Mỹ, Cerato được bán với tên gọi Kia Forte thay thế cho bảng tên Spectra của các thế hệ trước. Ở Colombia và Singapore, cái tên Cerato Forte được sử dụng cho thế hệ thứ hai, trong khi Naza Automotive Manufacturing của Malaysia đã lắp ráp dòng xe này từ năm 2009 và bán nó với tên Naza Forte.

## Thế hệ đầu tiên (LD; 2003)
Kia Cerato được giới thiệu tại Hàn Quốc vào năm 2003, sử dụng chung nền tảng với Hyundai Elantra (XD) và sử dụng động cơ bốn xi-lanh Beta II (G4GC) (hỗ trợ CVVT) của Hyundai. Nó thay thế Sephia / Mentor sedan và Shuma hatchback.
Ở Bắc Mỹ, tên " Spectra " đã được sử dụng khi được giới thiệu cho mẫu xe năm 2004, phiên bản hatchback thì đặt tên là "Spectra5". Đối với các thị trường Mỹ Latinh, Cerato vẫn được đặt tên là Sephia cho đến năm 2005, khi nó bị ngừng sản xuất để chuyển sang tên Spectra. Ở châu Âu, Cerato được thay thế bằng Kia Cee'd.

Đối với thị trường Malaysia, Spectra thế hệ đầu tiên được ra mắt vào ngày 15 tháng 8 năm 2007 với tên gọi "Spectra5", được trang bị động cơ DOHC CVVT 4 xi-lanh 16 van 1,6 lít và hộp số tự động 4 cấp.

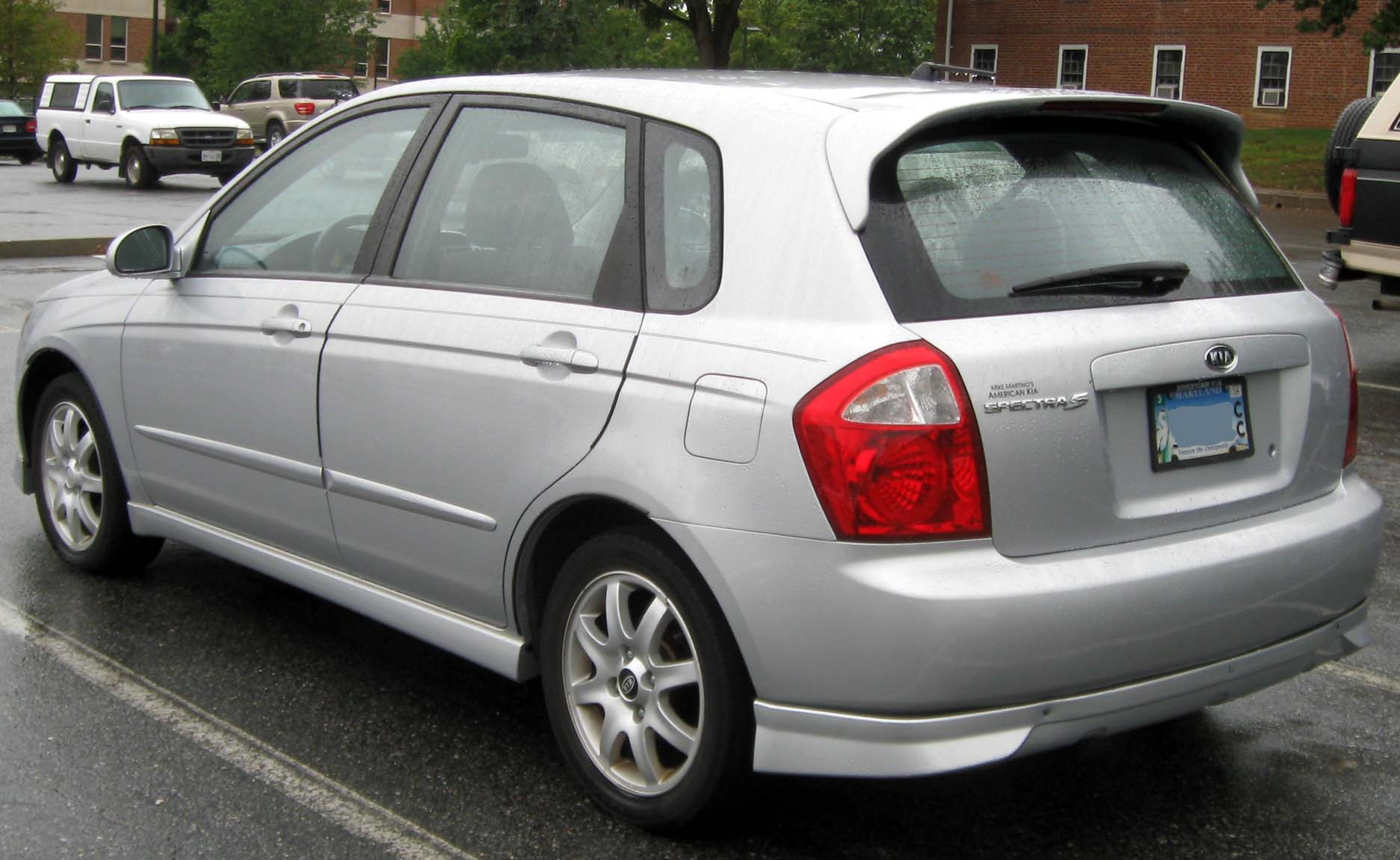
2004–2006 Kia Spectra5 SX (Mỹ)
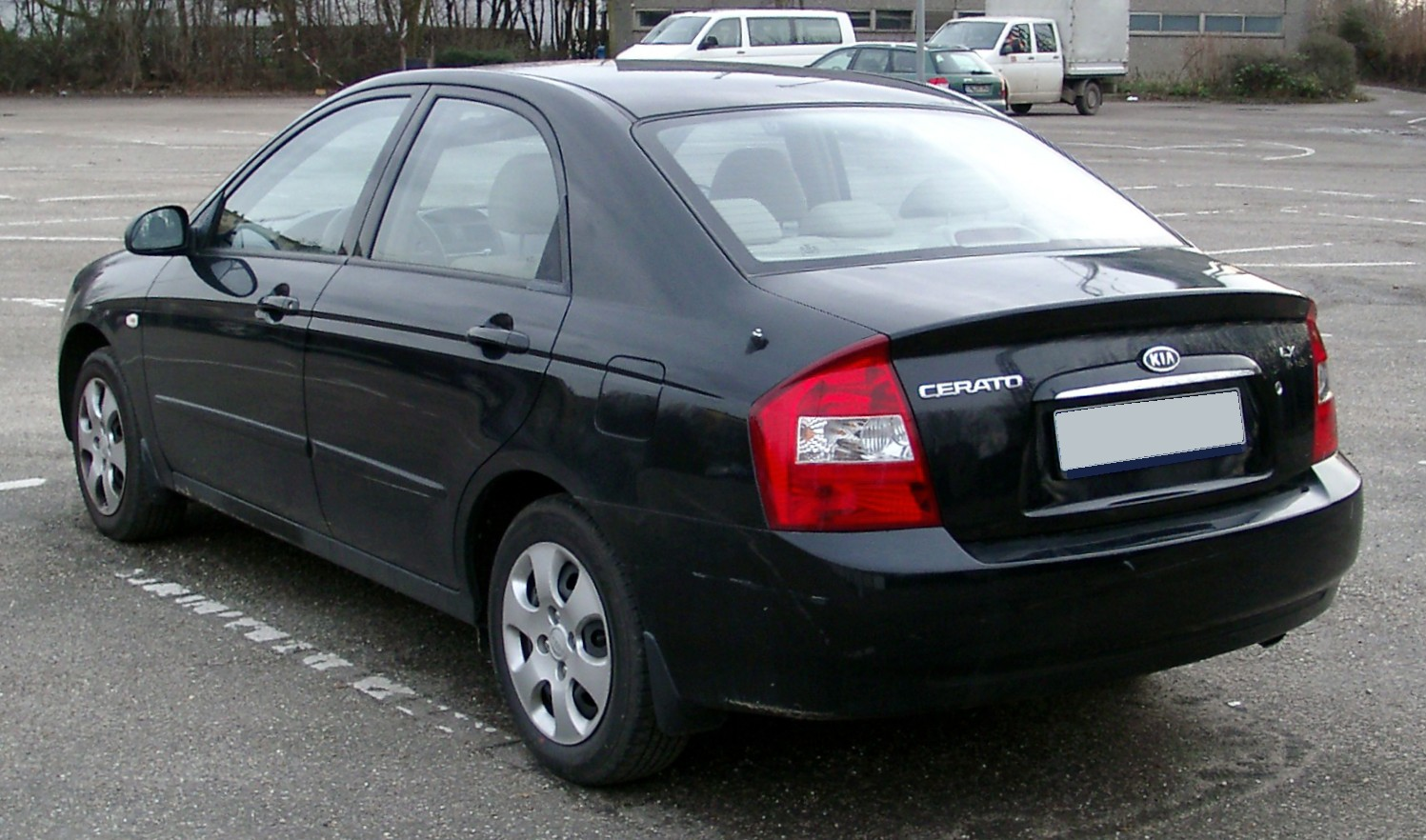
2003–2006 Kia Cerato LX sedan (Đức)

### Facelift
Năm 2006, một phiên bản facelift đã được giới thiệu, bao gồm cả động cơ Gamma được sửa đổi. Bộ phận hãm xung và đèn pha mất đi nếp gấp rõ rệt gần khu vực lưới tản nhiệt, nắp cốp trở nên tròn trịa hơn và đèn hậu được định hình lại.

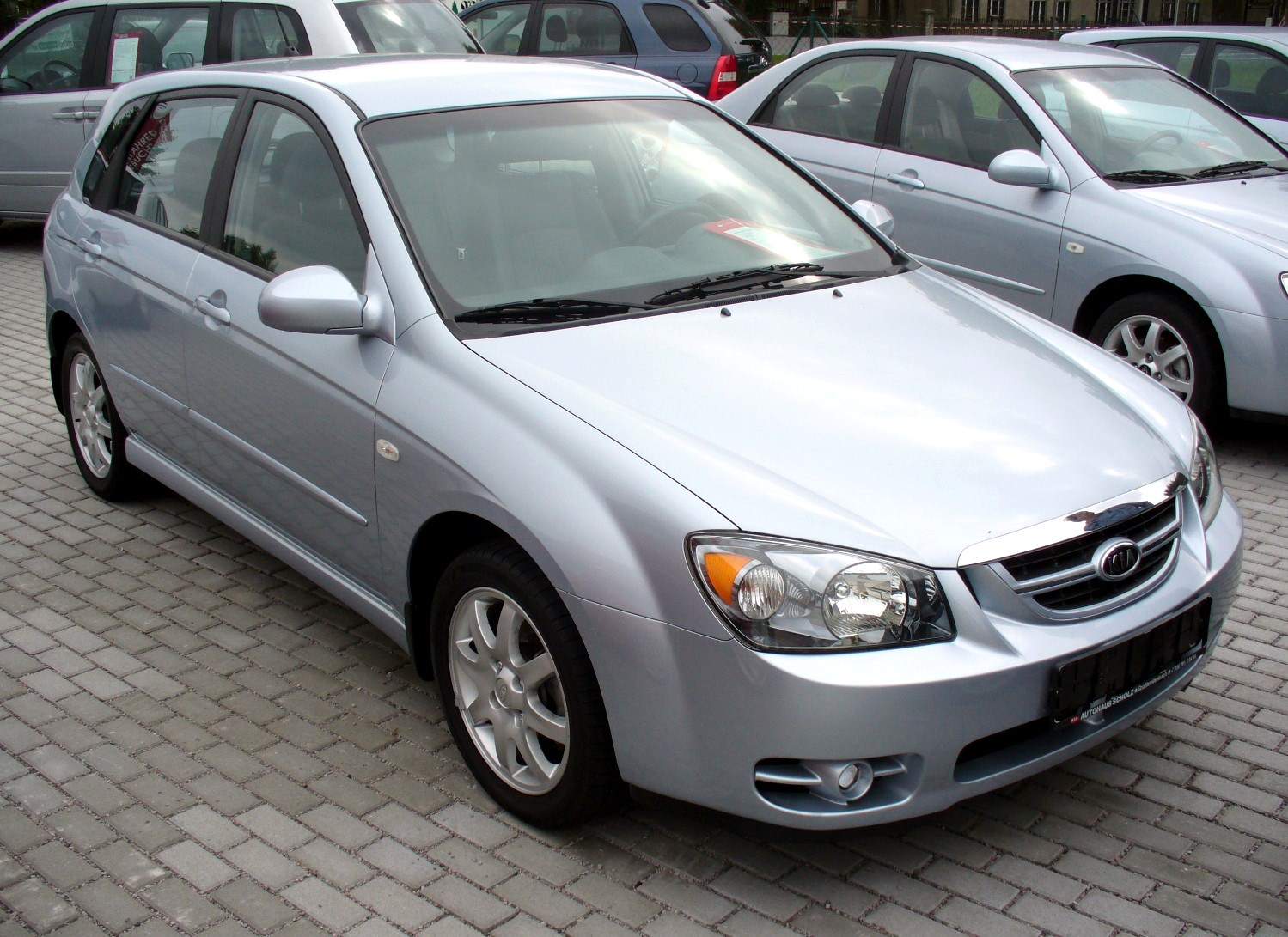
2008 Kia Cerato (Châu Âu)
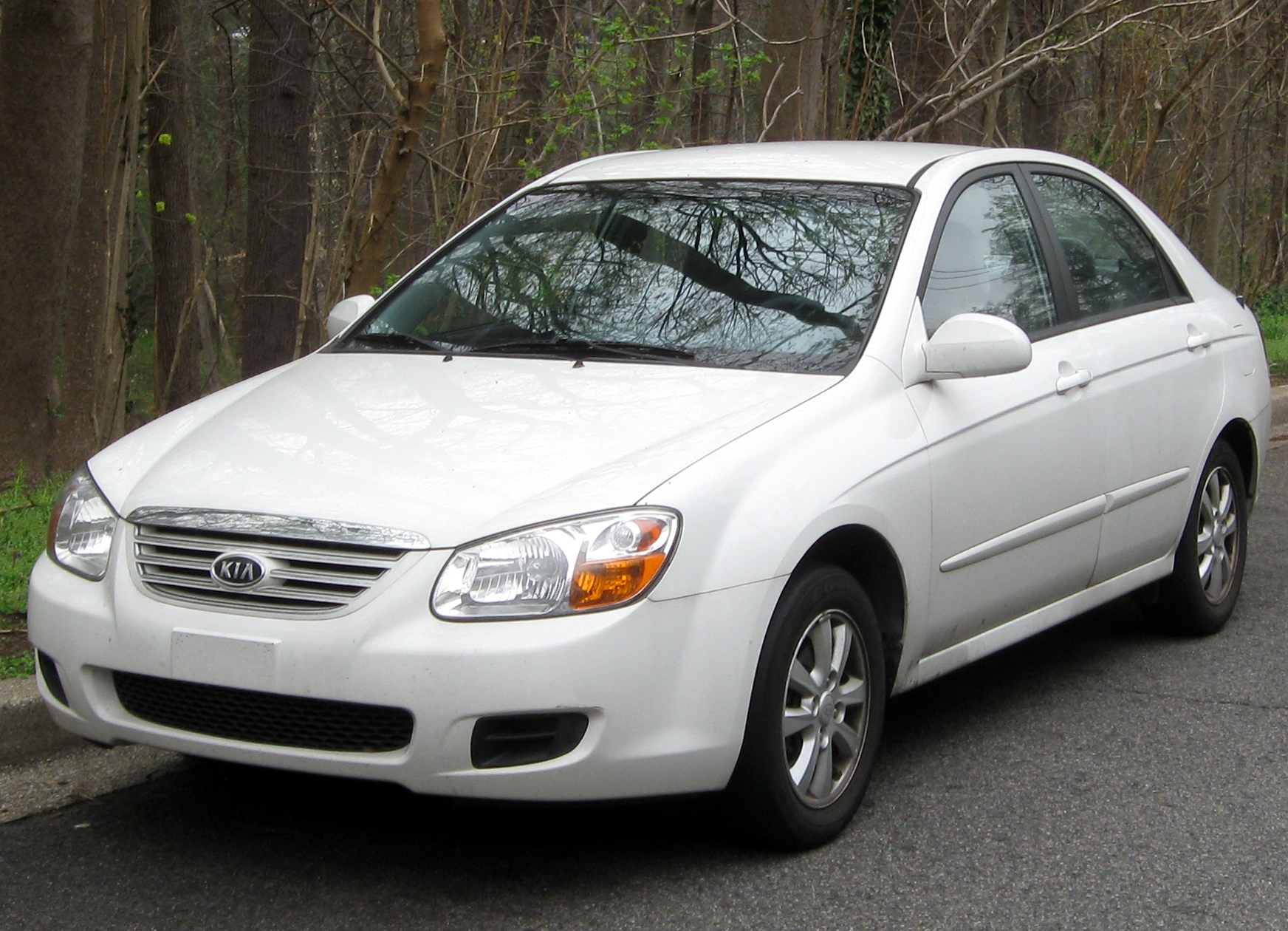
2007-09 Kia Spectra EX sedan (Mĩ)
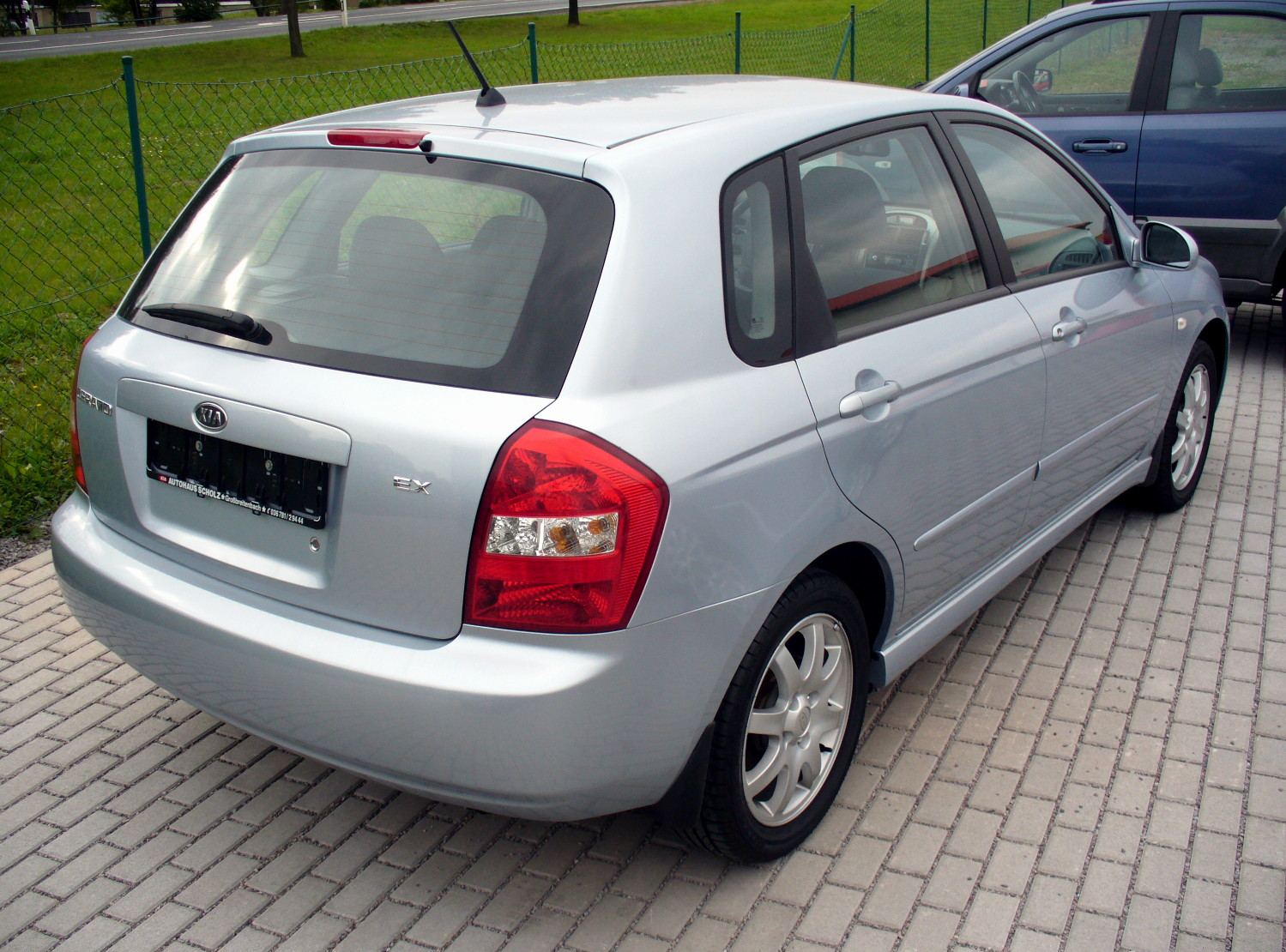
2008 Kia Cerato hatchback (Châu Âu)
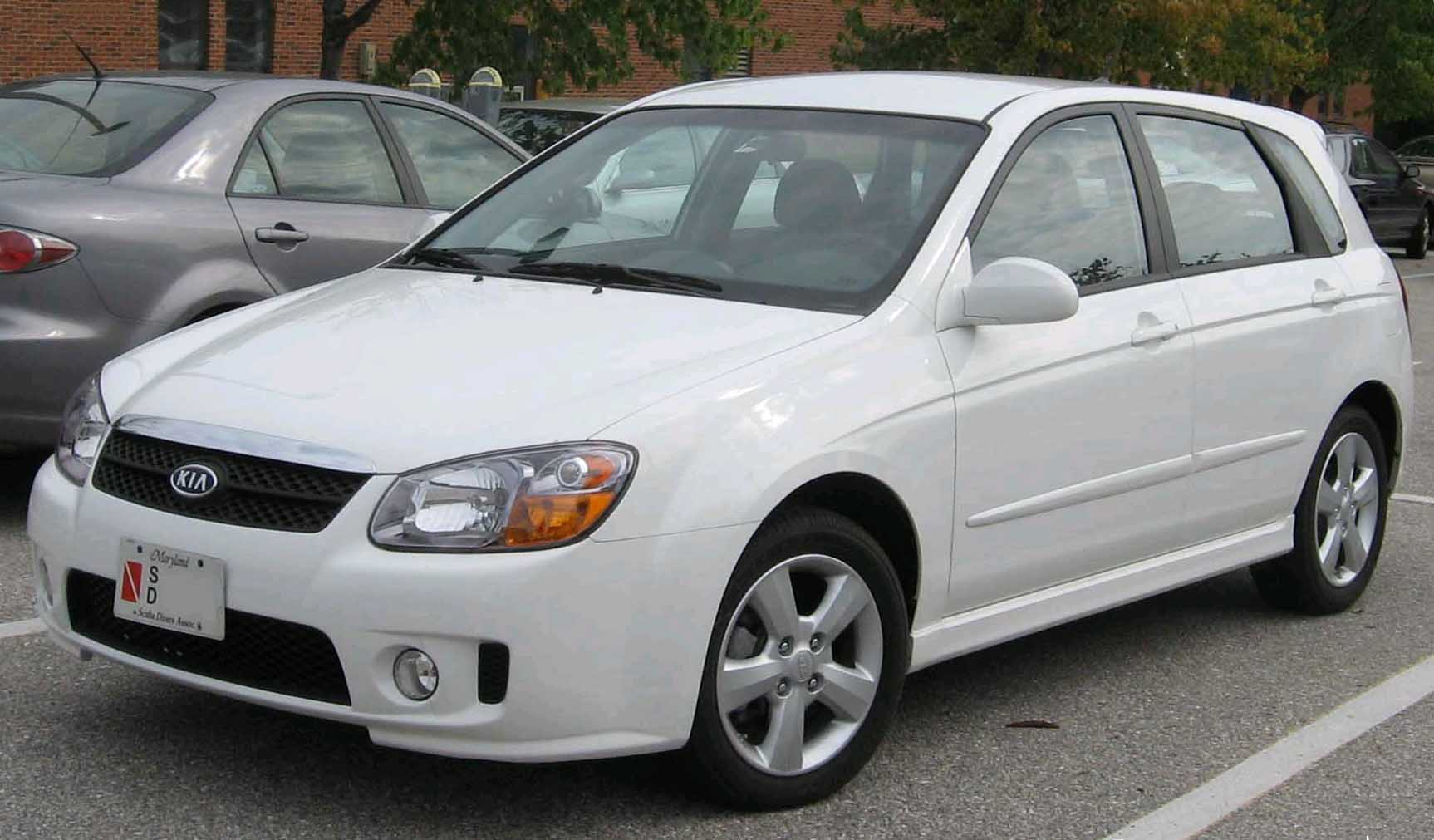
2007 Kia Spectra5 hatchback (Mĩ)

### Kia Cerato R và  Horki 300EV
Kia Cerato R là bản nâng cấp mở rộng của Kia Cerato nhằm mở rộng doanh số bán hàng tại thị trường Trung Quốc, trong khi Kia Cerato thế hệ thứ hai được bán với tên gọi Kia Forte tại Trung Quốc cùng thời điểm. Thiết kế đã được cập nhật đáng kể để phù hợp với các sản phẩm Kia mới hơn. Horki 300EV là một chiếc sedan điện nhỏ gọn với thiết kế thực chất là phiên bản cải tiến của Kia Cerato R từ thị trường Trung Quốc, nó đã được ra mắt tại Auto Quảng Châu 2016. Nền tảng giống như Kia Cerato thế hệ đầu tiên, vẫn đang được sản xuất tại Trung Quốc với tên gọi Cerato R.

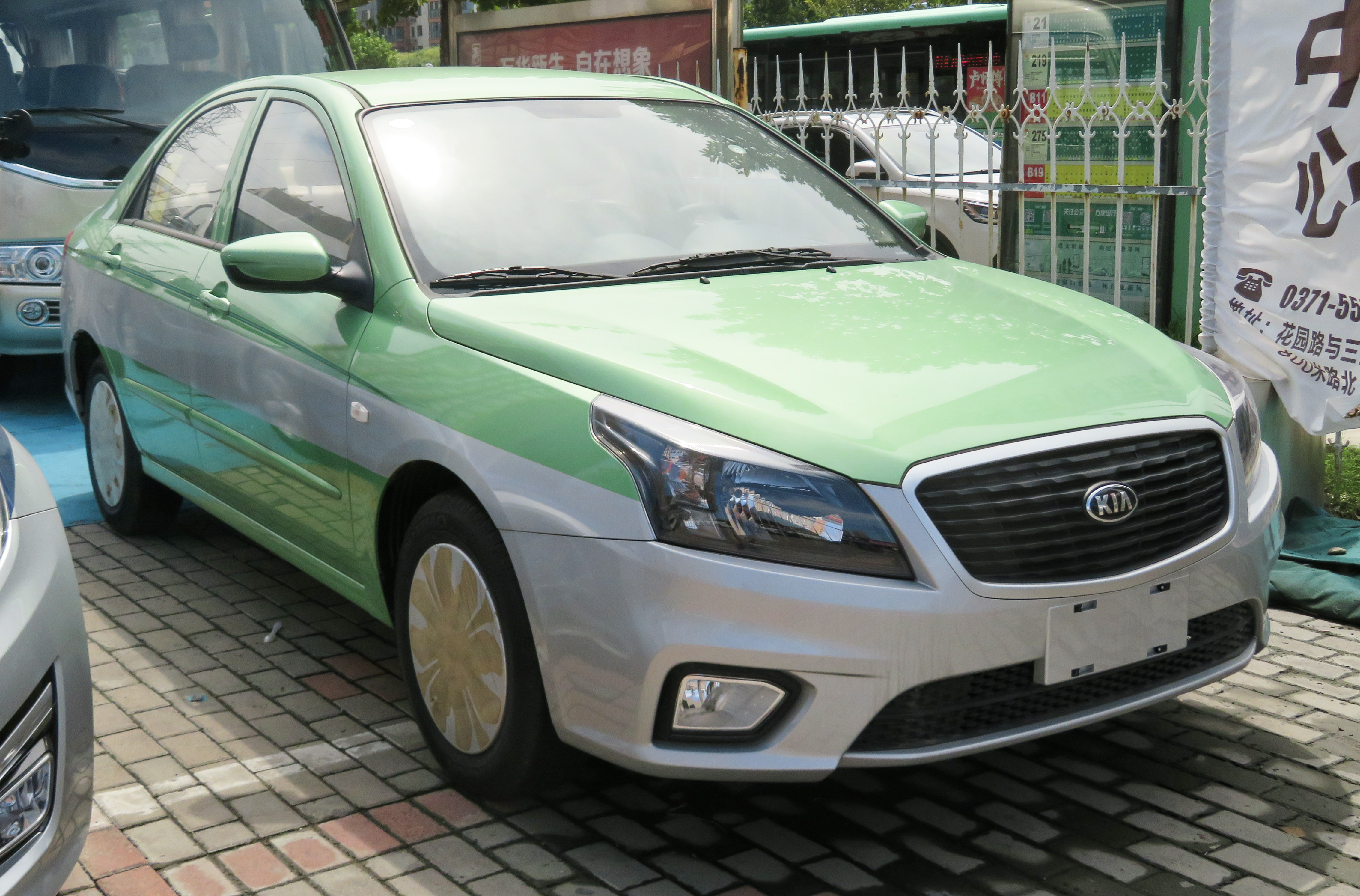
Kia Cerato R taxi (Trung Quốc)
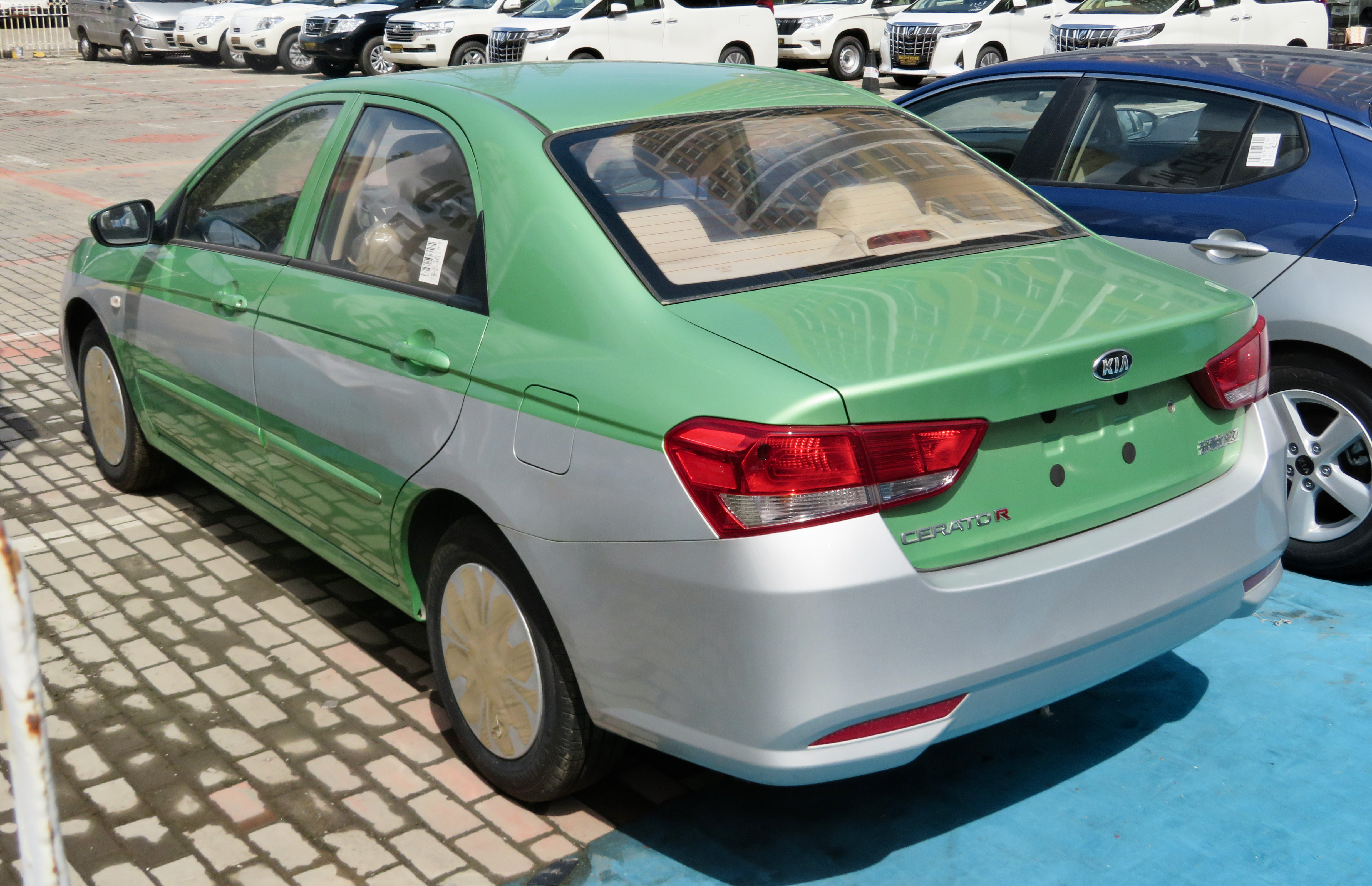
Kia Cerato R taxi (Trung Quốc)
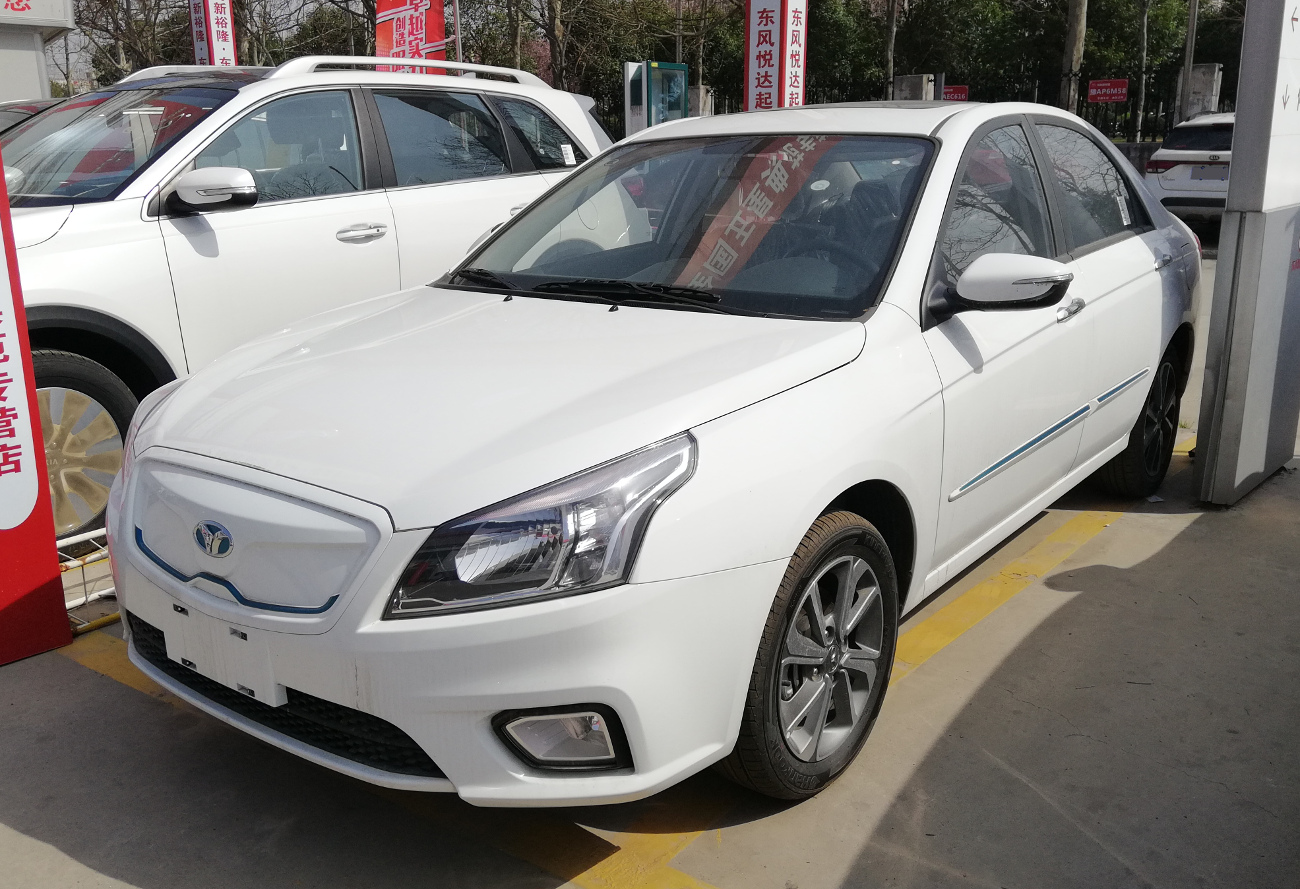
Horki 300E (Trung Quốc)

## Thế hệ thứ hai (TD; 2008)
Kia Cerato thế hệ thứ hai được ra mắt tại Hàn Quốc vào cuối năm 2008 với tên gọi Kia Forte - một cái tên đã được sử dụng ở hầu hết các thị trường quốc tế. Tên "Cerato" đã được giữ lại ở một số thị trường, chẳng hạn như Úc, Iran, Nam Phi và Brazil. Tại Singapore, mẫu xe thế hệ thứ hai được gắn mác "Kia Cerato Forte"

### Hatchback

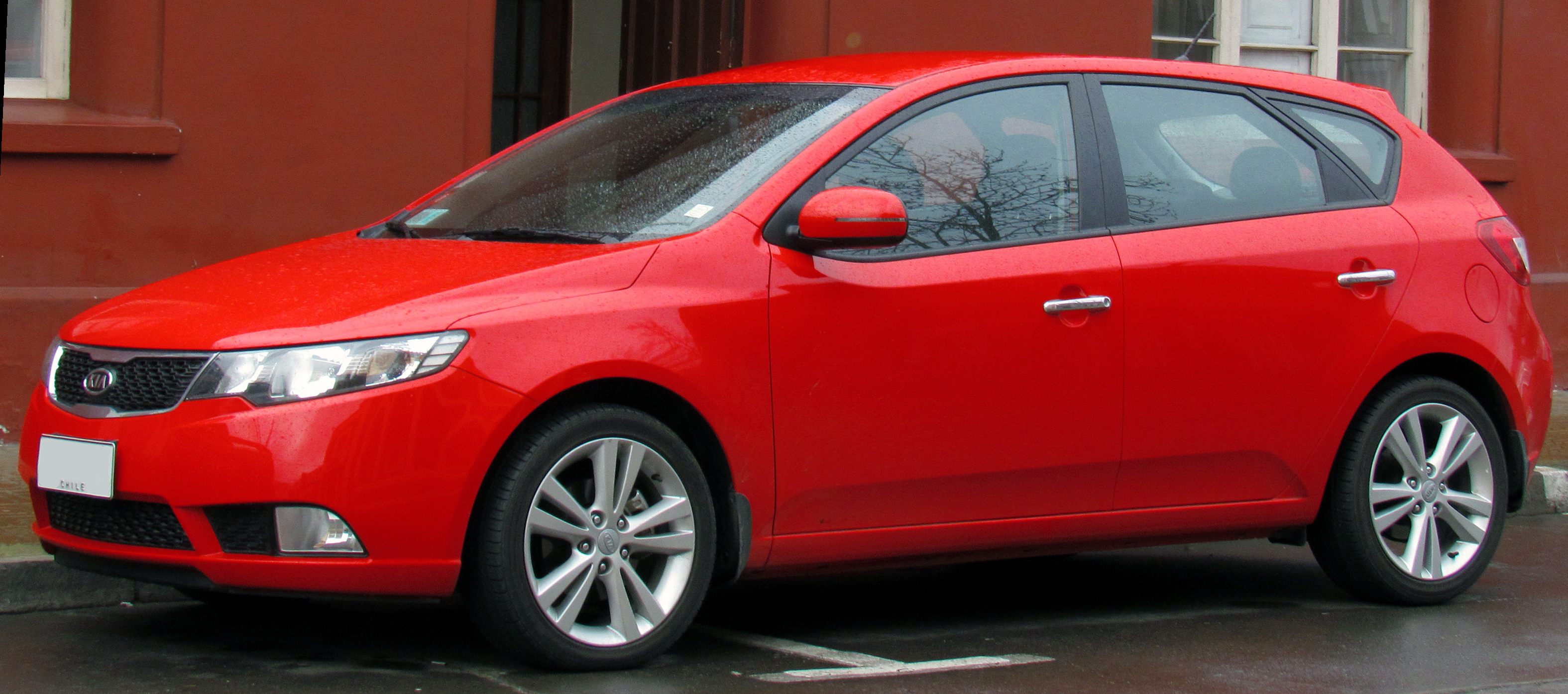
Kia Cerato SX 2012
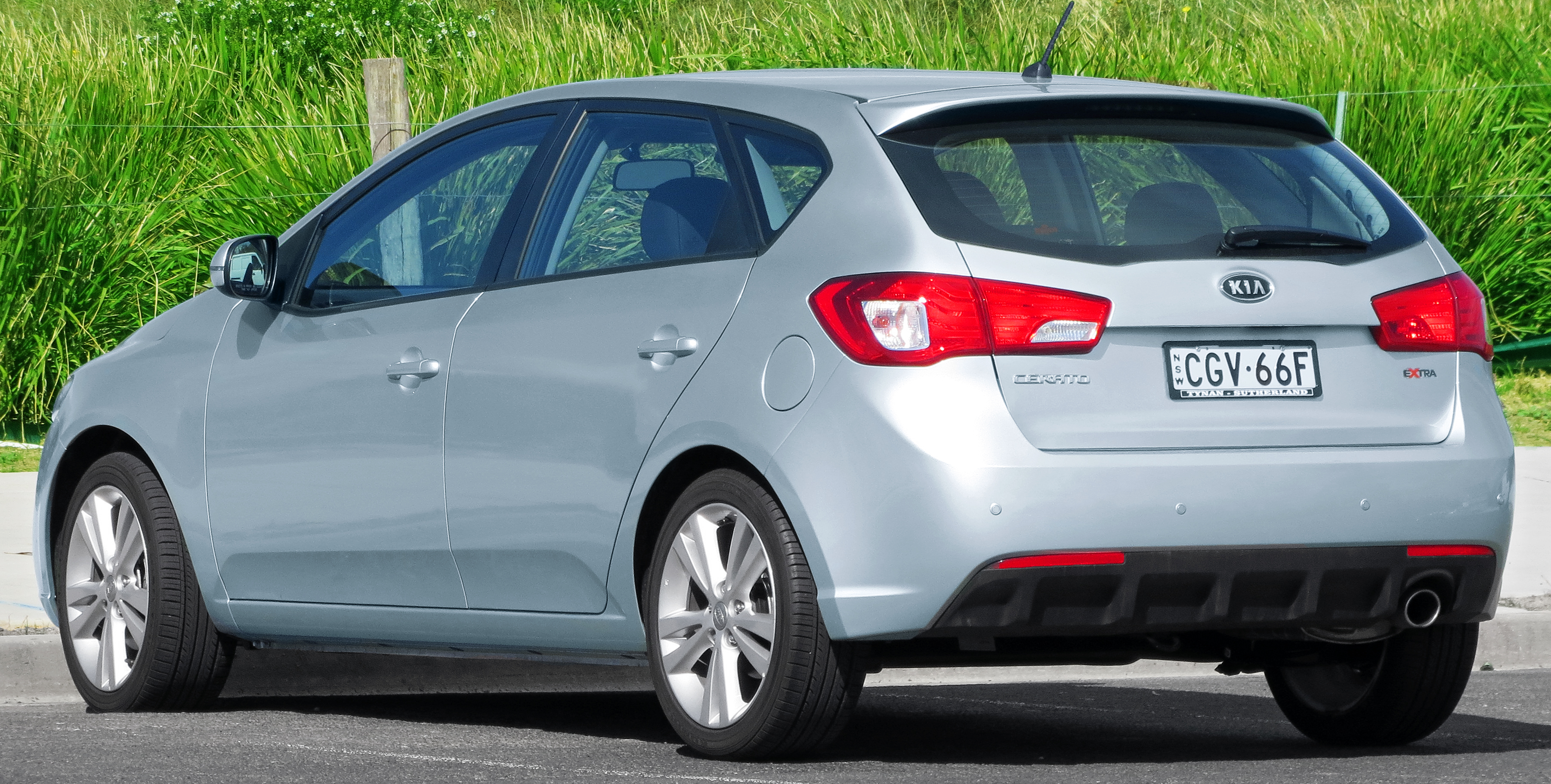
Kia Cerato TD hatchback (Úc)

### Sedan

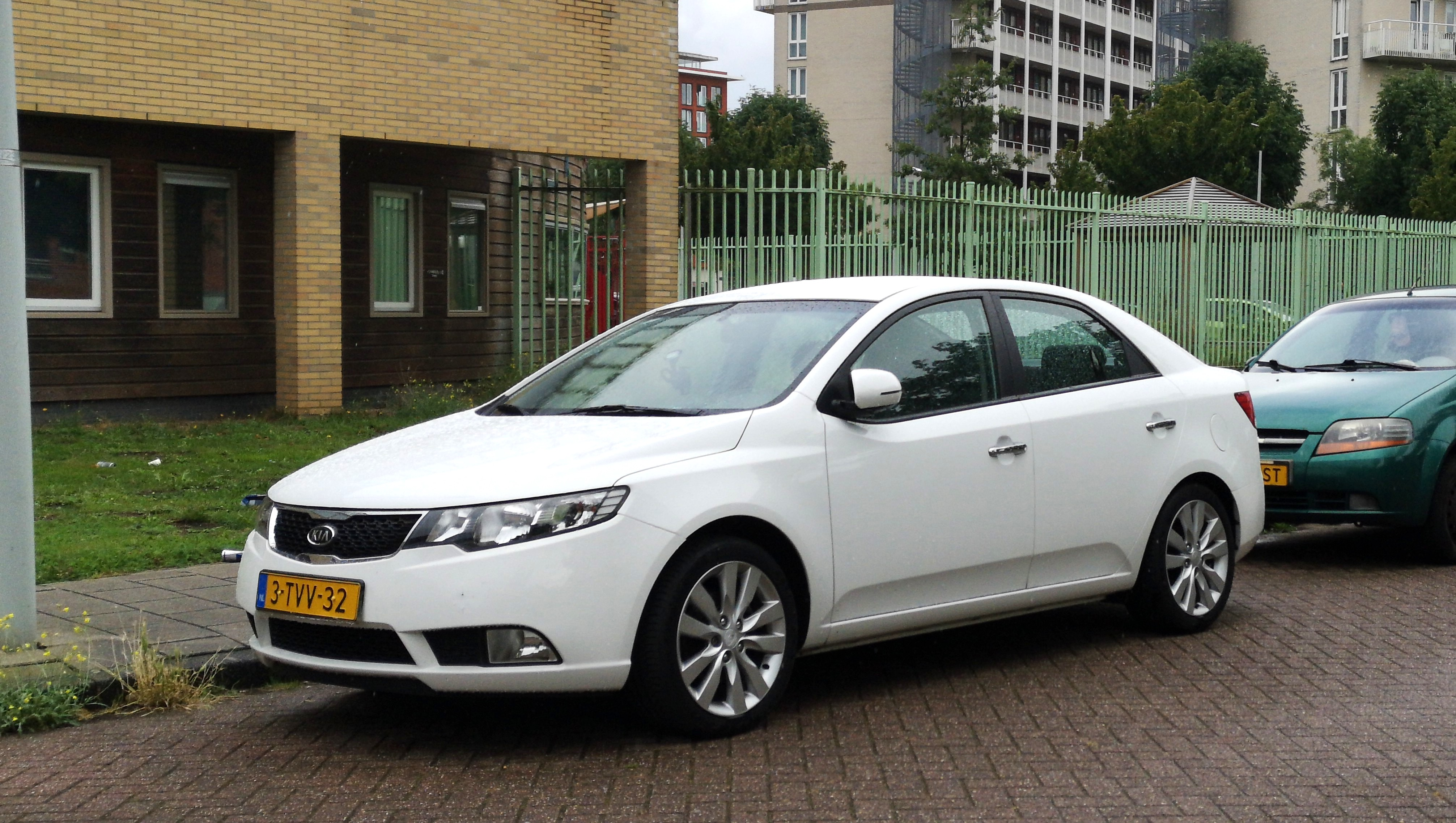
Kia Cerato Sedan (Châu Âu)
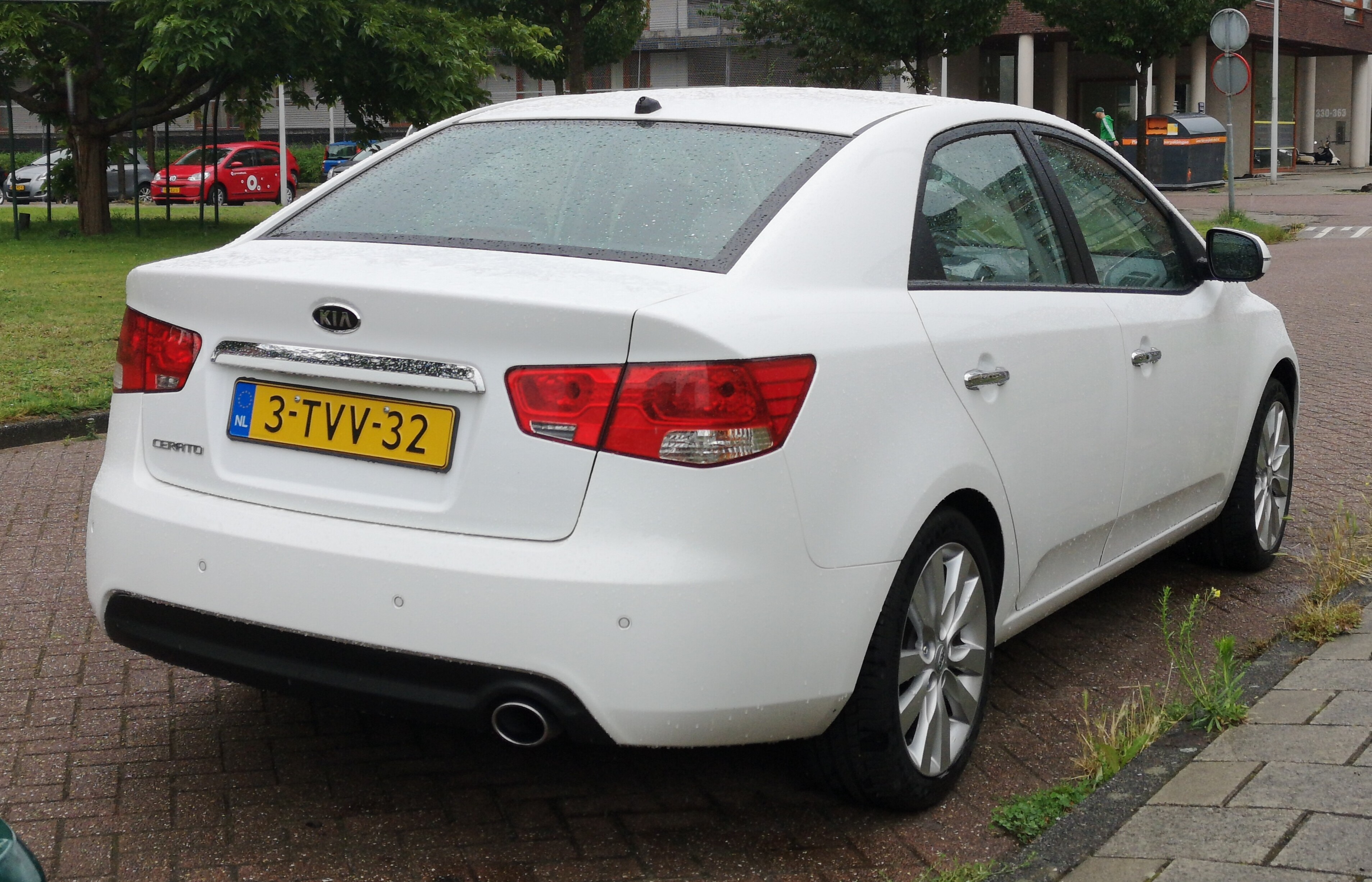
Kia Cerato Sedan (Châu Âu)

### Coupe (Koup)

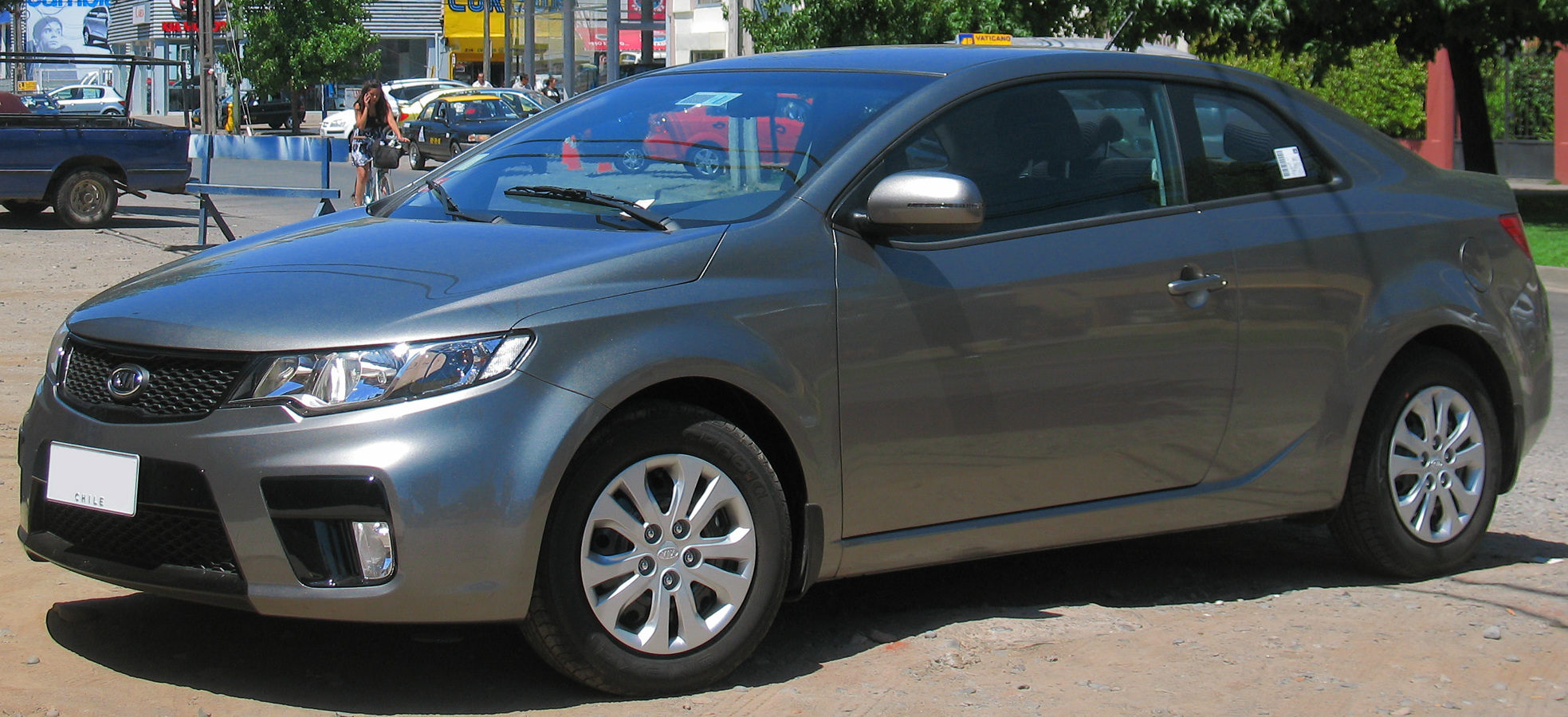
Kia Cerato "Koup" 2011 (Chile)
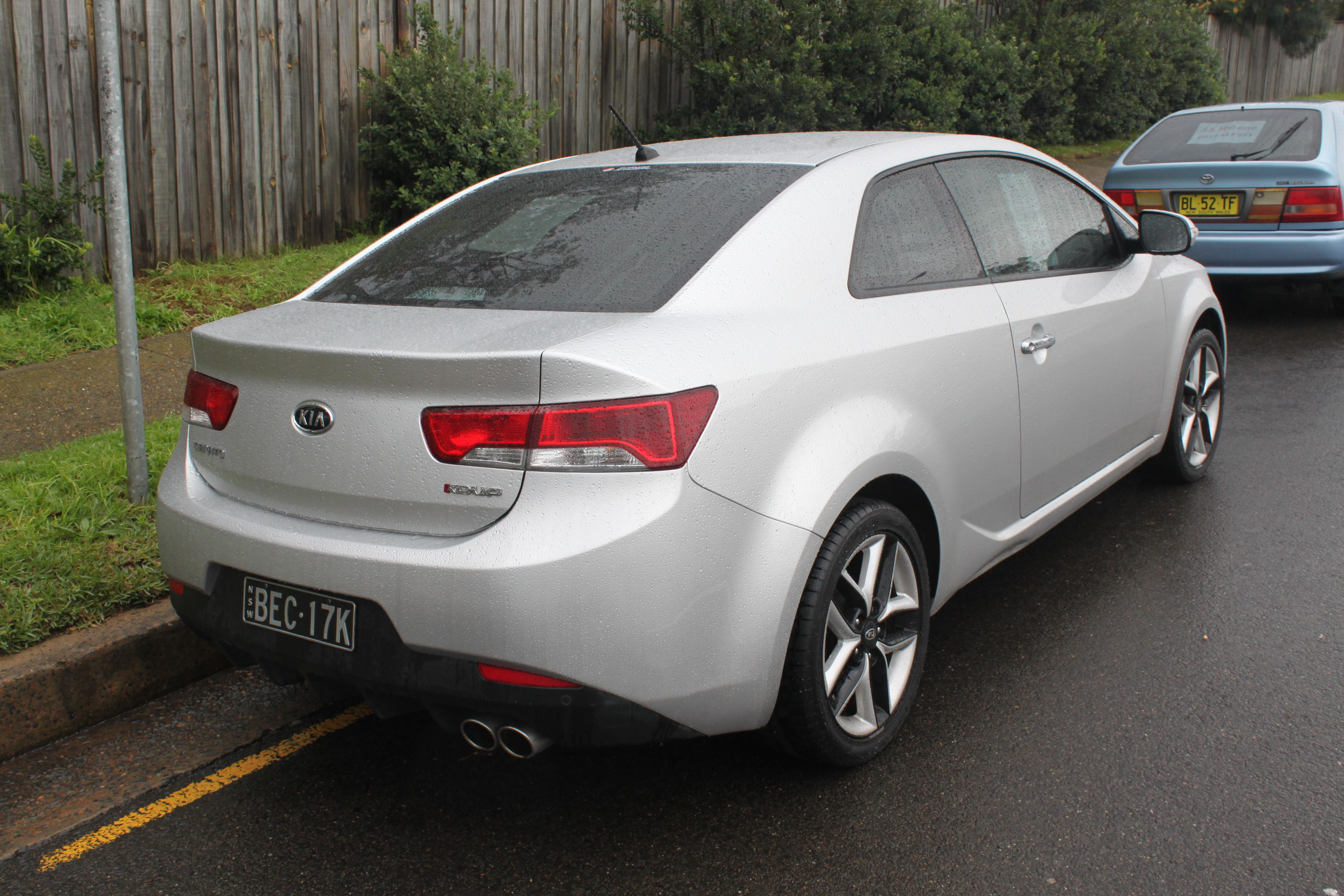
Mặt sau Kia Cerato "Koup"

## Thế hệ thứ ba (YD; 2012)
Kia đã công bố hình ảnh của Cerato thế hệ thứ ba 2014 vào cuối tháng 7 năm 2012, khi công ty tiết lộ đối tác tại thị trường Hàn Quốc, Kia K3. Chiếc xe được thiết kế lại hoàn toàn với gầm thấp hơn, rộng và dài hơn.

### Hatchback

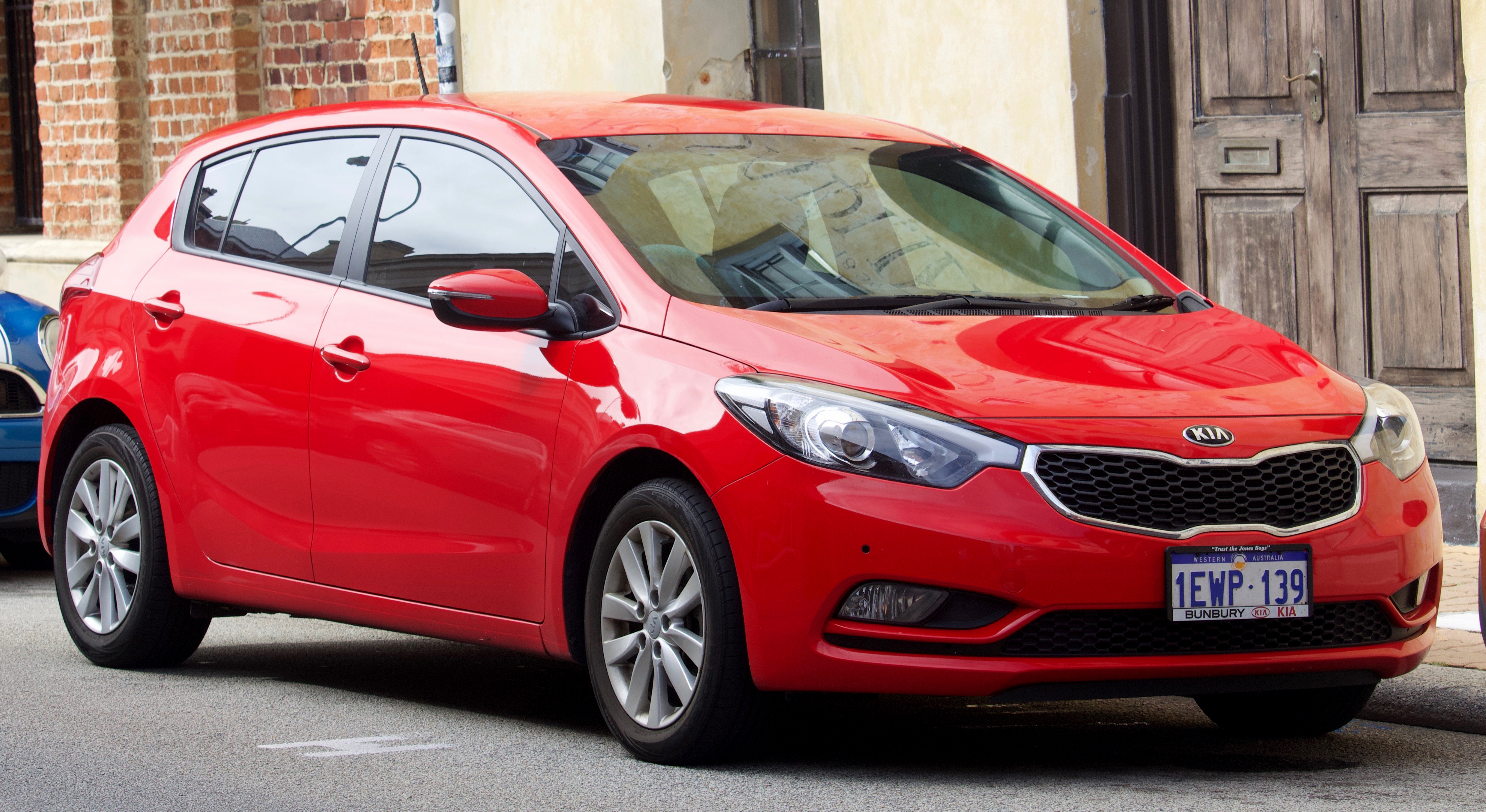
2014 Kia Cerato (Úc)
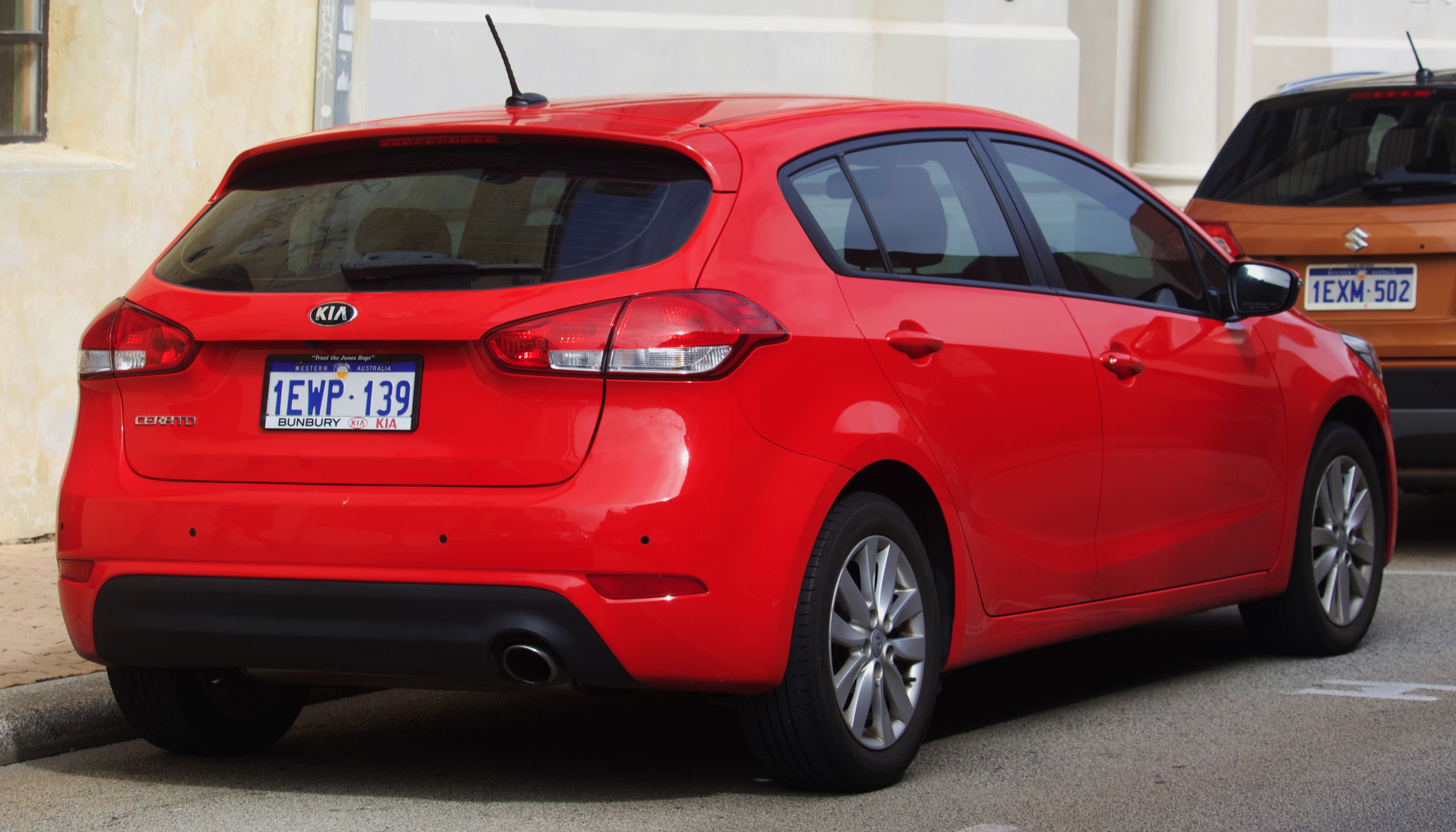
Kia Cerato Si hatchback
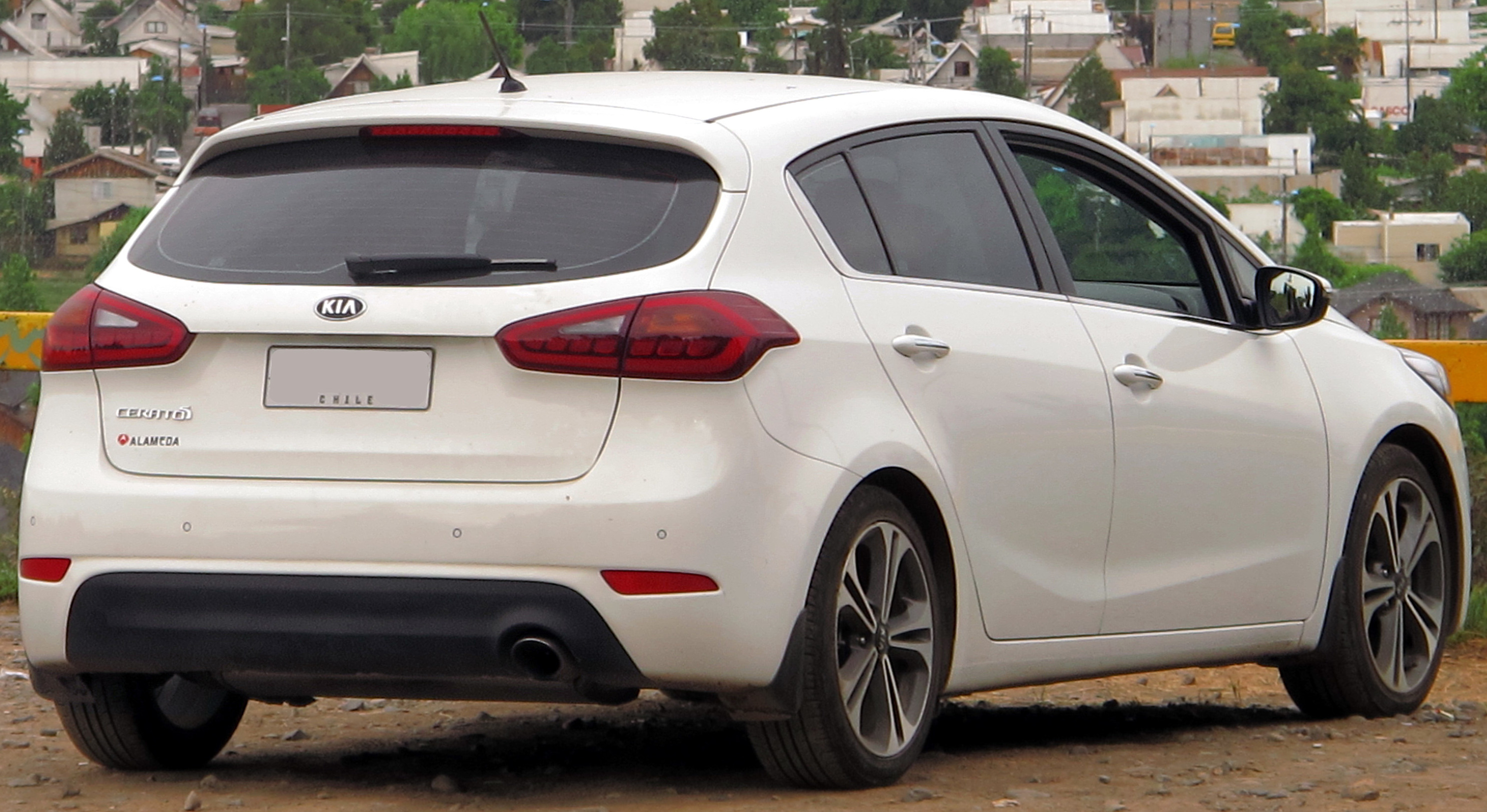
Kia Cerato SX 2014 với ngoại thất và đèn được nâng cấp

### Sedan

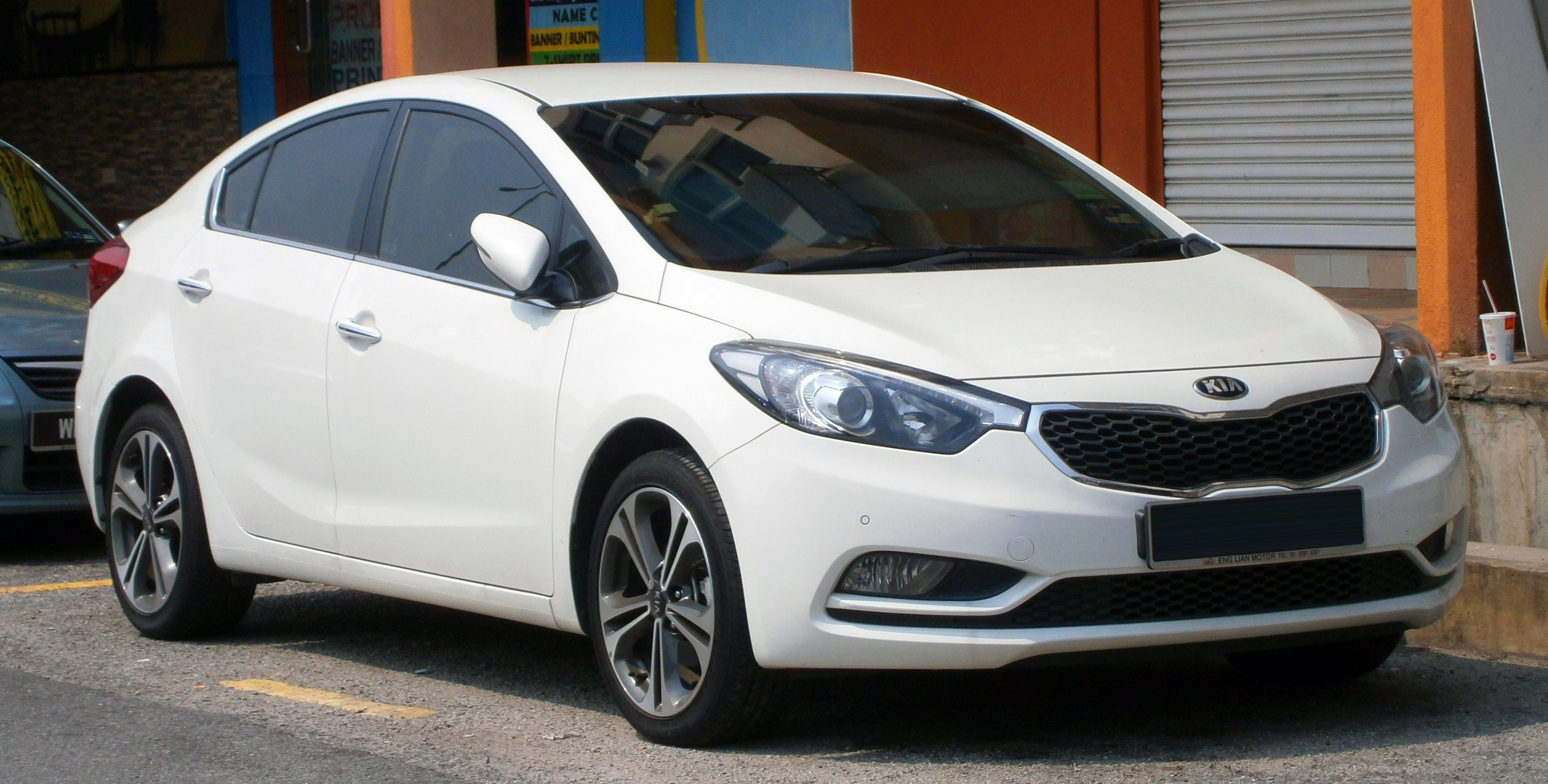
Kia Cerato SX sedan 2015 (Malaysia)
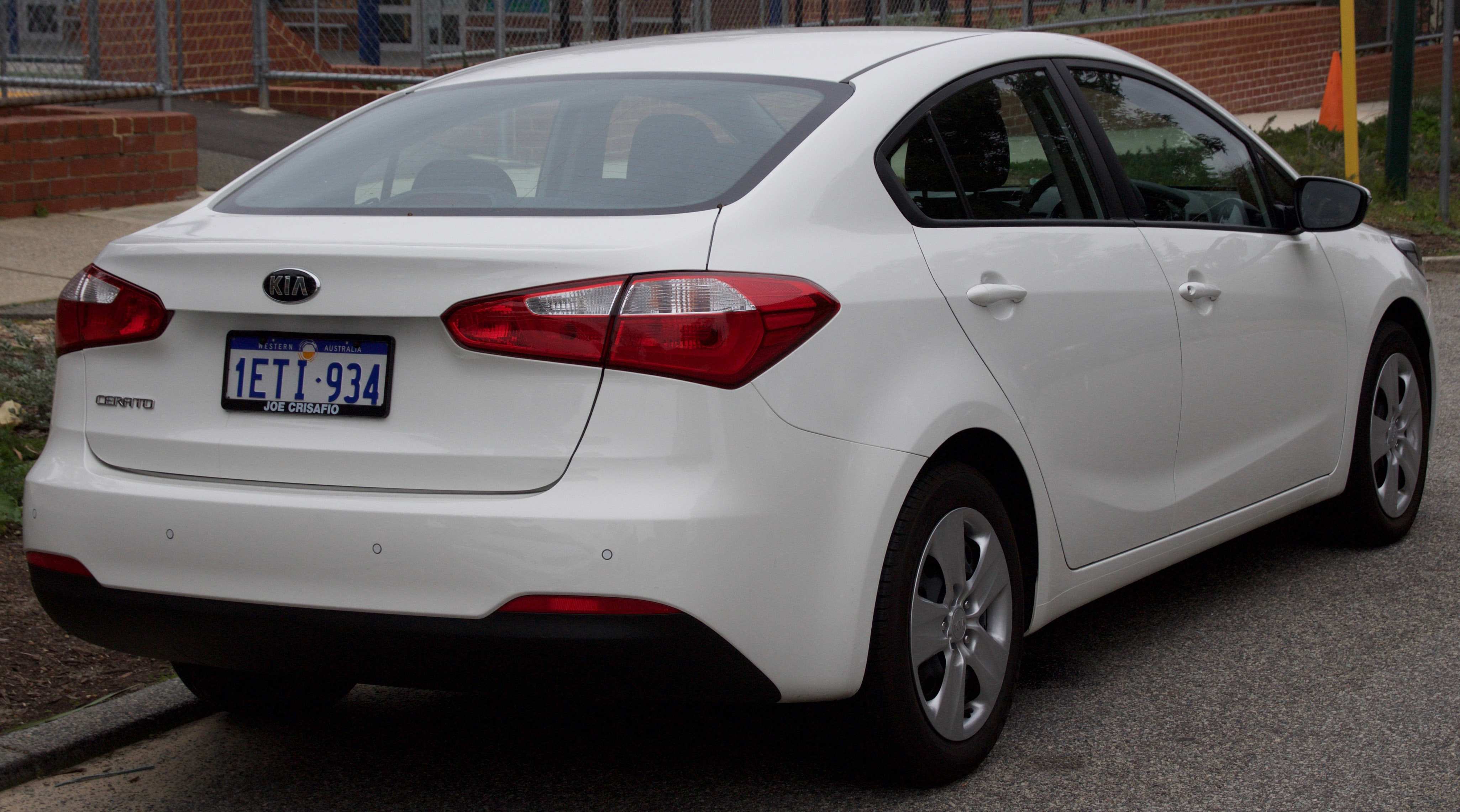
Kia Cerato S
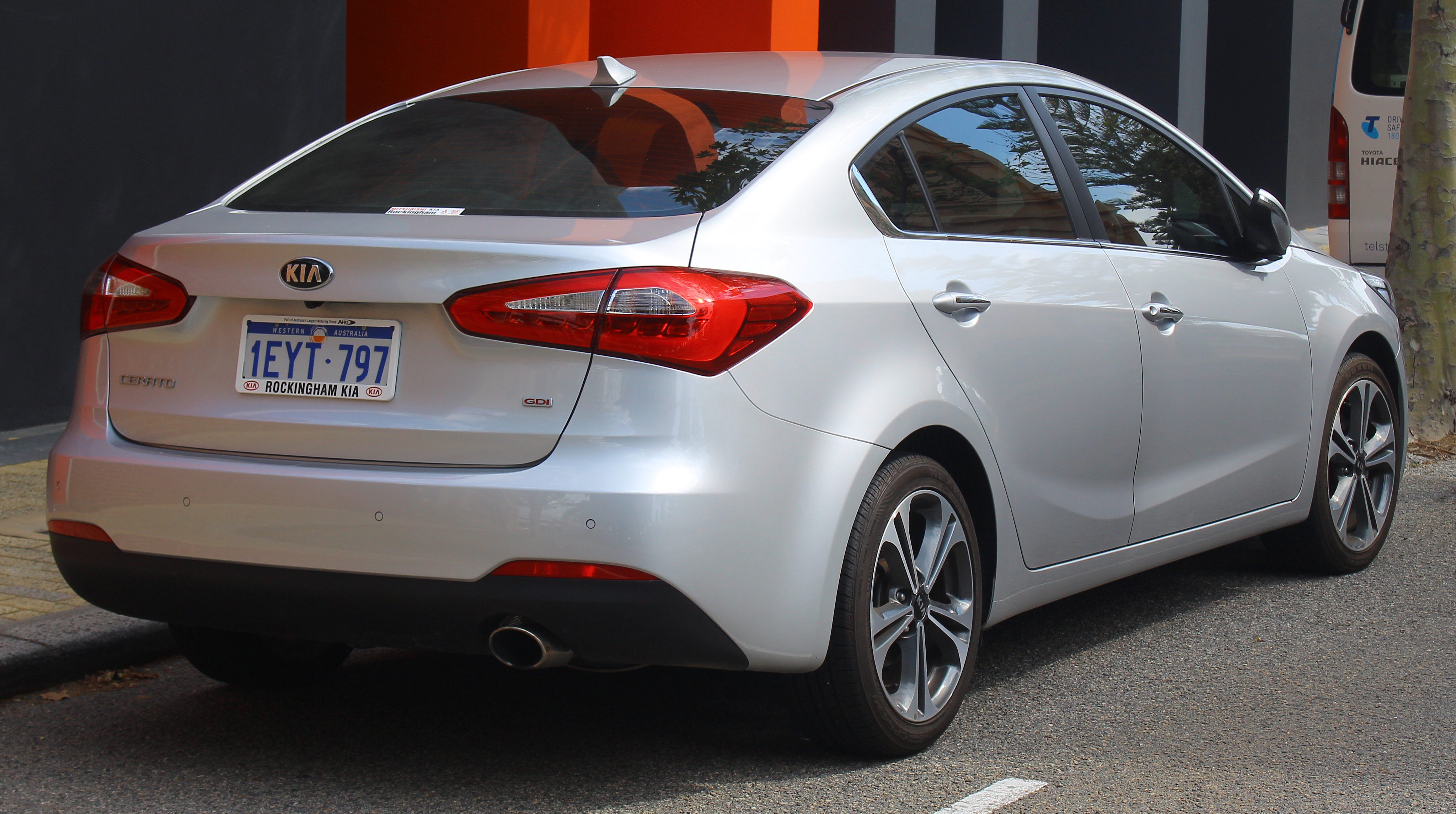
Kia Cerato SLi sedan 2015 với ngoại thất và đèn được nâng cấp

### Coupe

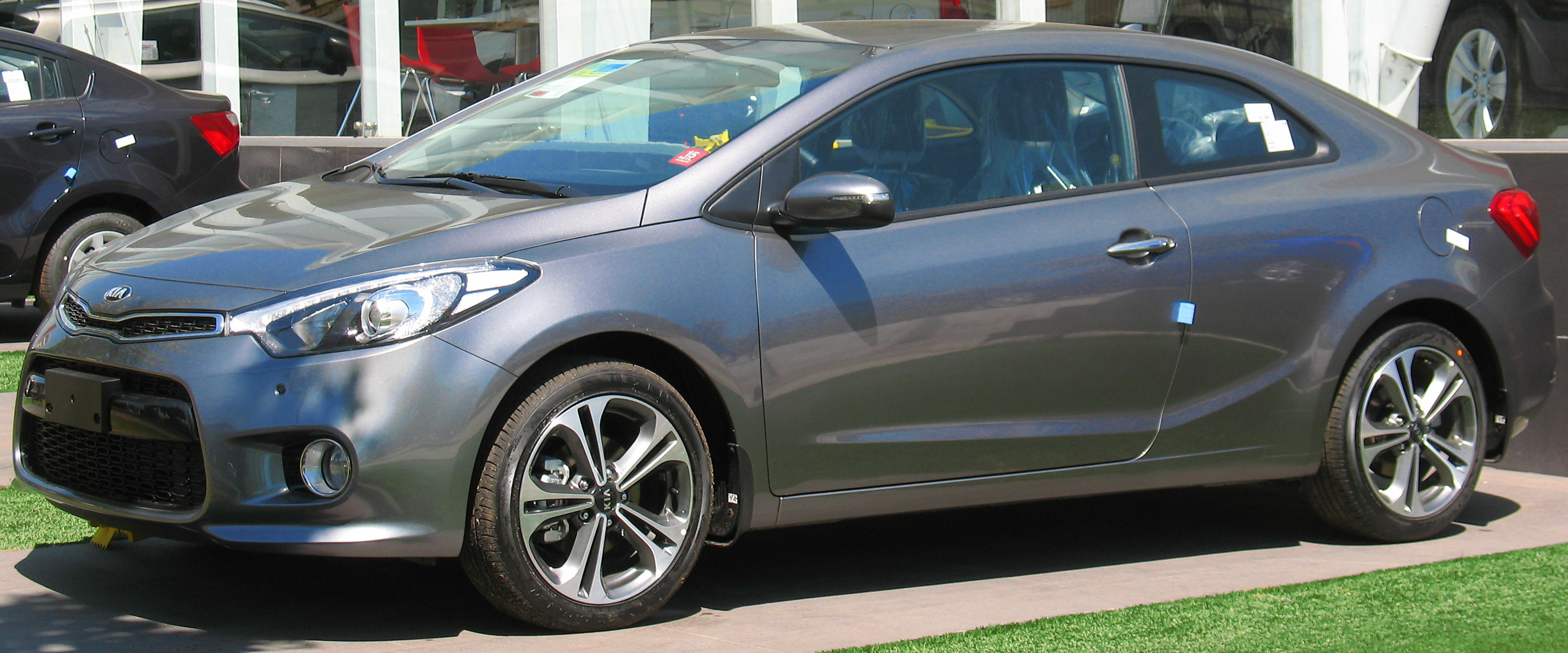
Kia Cerato Koup SX
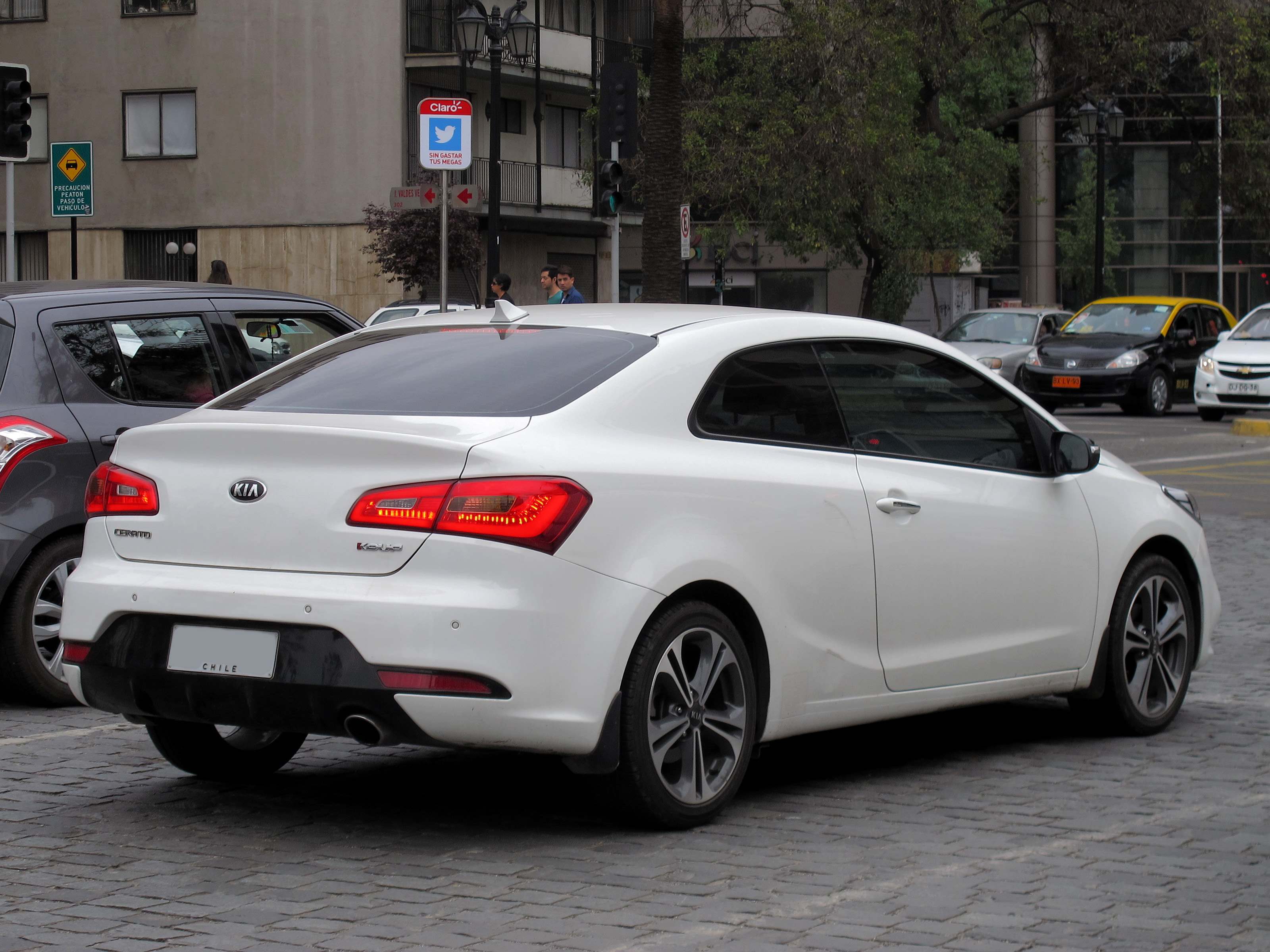
Kia Cerato Koup SX (phía sau)

## Thế hệ thứ tư (BD; 2018)
Cerato thế hệ thứ tư đã được ra mắt với tên gọi Forte vào ngày 15 tháng 1 năm 2018 tại Triển lãm Ô tô Quốc tế Bắc Mỹ 2018 ở Detroit, Michigan.

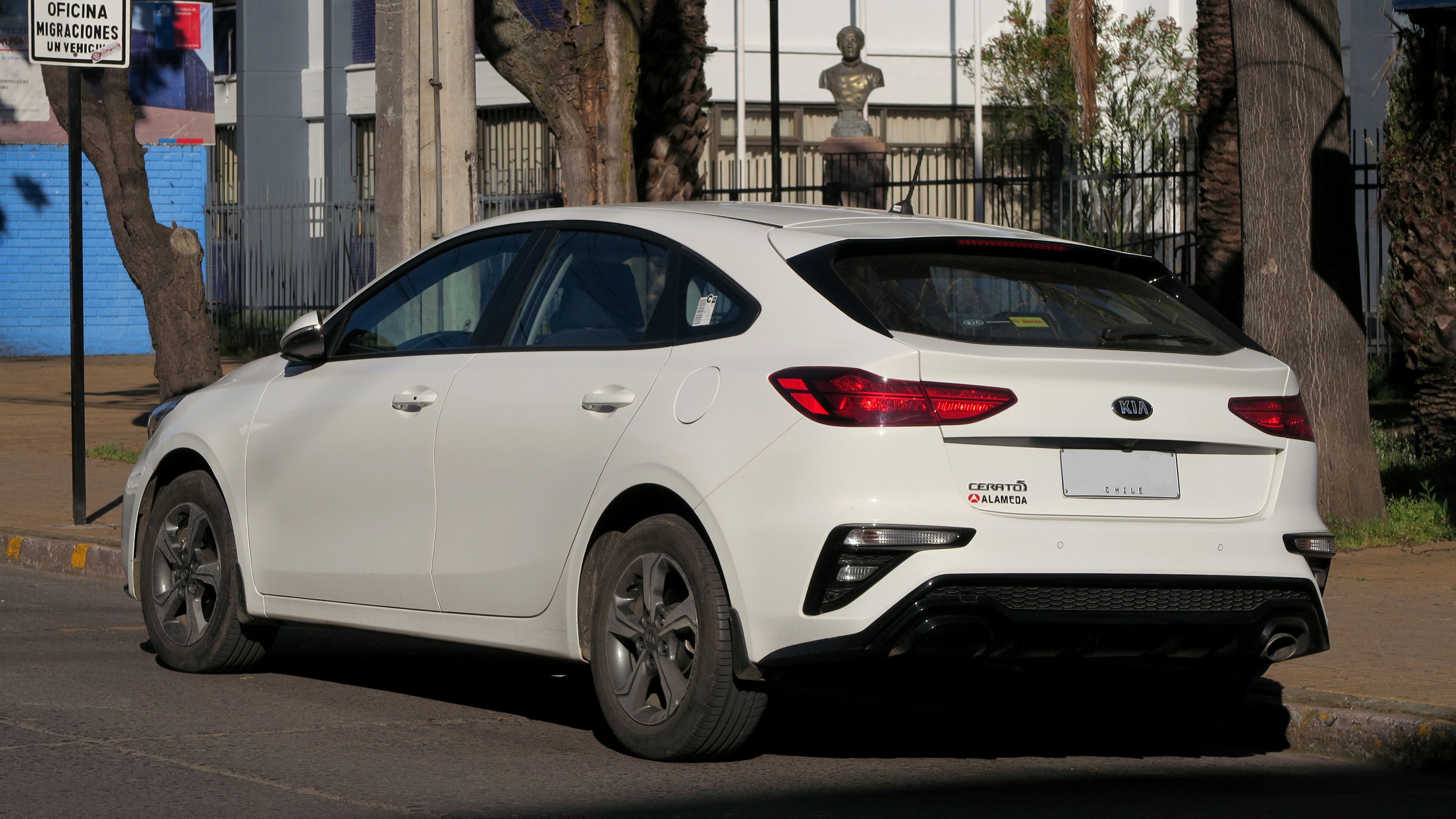
Kia Cerato EX hatchback
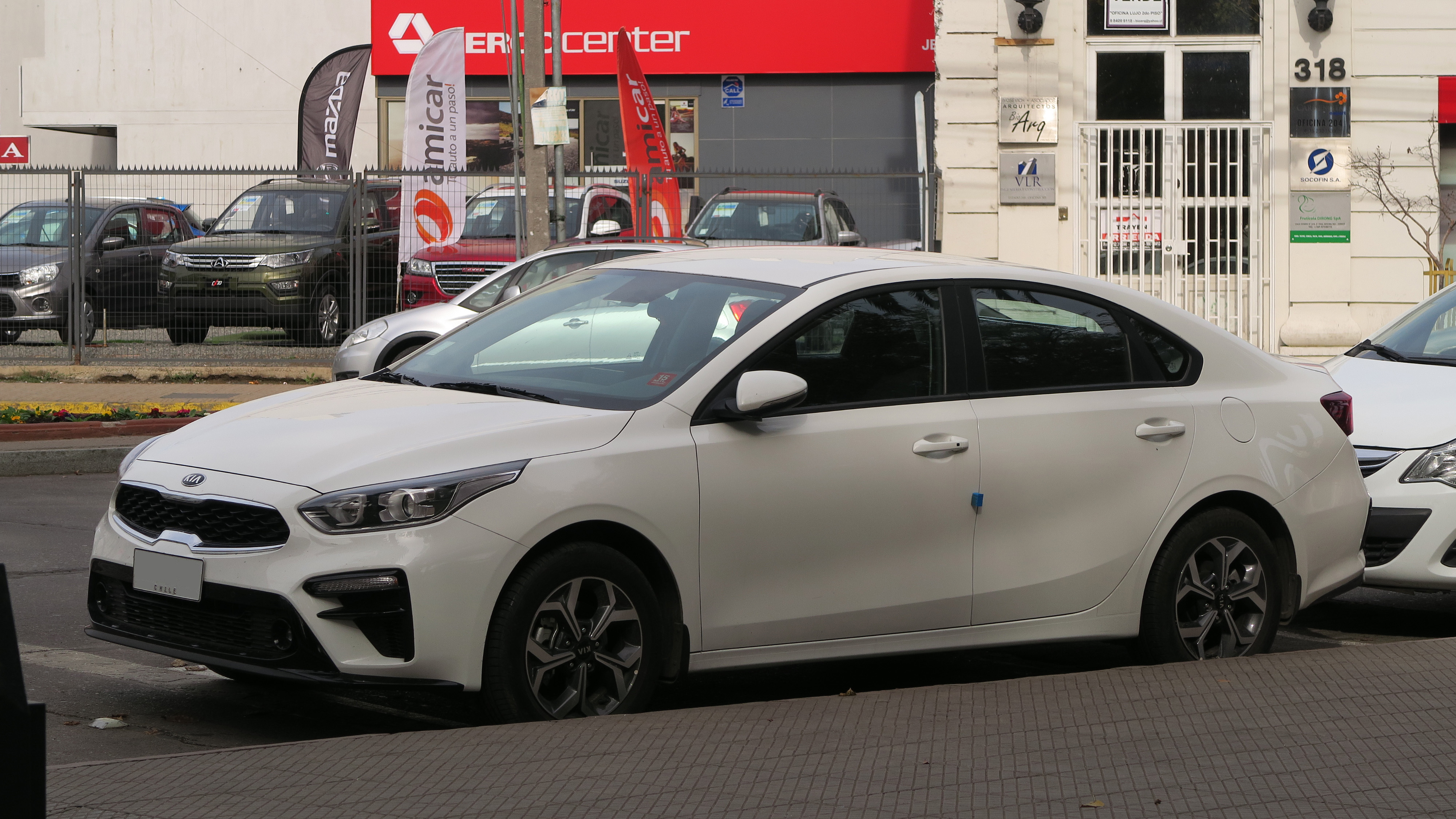
Kia Cerato EX sedan

## Doanh số bán hàng
| Năm  | Việt Nam |
| ---- | -------- |
| 2016 | 2,696    |
| 2017 | 5,651    |
| 2018 | 11,710   |
| 2019 | 11,313   |
| 2020 | 12.033   |